# Hårslöja
Hårslöja (Gypsophila pilosa) är en nejlikväxtart som beskrevs av William Hudson. Hårslöja ingår i släktet slöjor, och familjen nejlikväxter. Inga underarter finns listade i Catalogue of Life.